# Ephraim Chambers
Ephraim Chambers (oko 1680., Kendal – 15. svibnja 1740.,  Islington) je bio engleski pisac i enciklopedist. Najpoznatiji je po djelu Cyclopaediji, Univerzalnom rječniku umjetnosti i znanosti.

## Životopis
Chambers se rodio u Kendalu, u Westmorelandu u Engleskoj. Pohađao je školu Heversham Grammar. Malo se zna o njegovoj mladosti osim da je bio šegrtom kod izrađivača globusa Johna Senexa u Londonu od 1714. do 1721. godine. Ondje je razvio zamisao o Cyclopaediji, univerzalnom rječniku umjetnosti i znanosti. Nakon što je započeo Cyclopaediju, napustio je Senexa i u potpunosti se posvetio svom enciklopedijskom projektu. Uskoro se smjestio u jednom od londonskih innova, Grayevom innu, gdje je ostao do kraja života.

## Vanjske poveznice
- Chambers' Cyclopaedia, digitized and placed online by the University of Wisconsin Digital Collections Center.
- cyclopaedia.org